# Штейнхардт, Карл
Карл Штейнхардт (нем. Karl Steinhardt; 1 августа 1875, Дьёндьёш — 21 января 1963, Вена) — деятель австрийского коммунистического движения.

## Биография

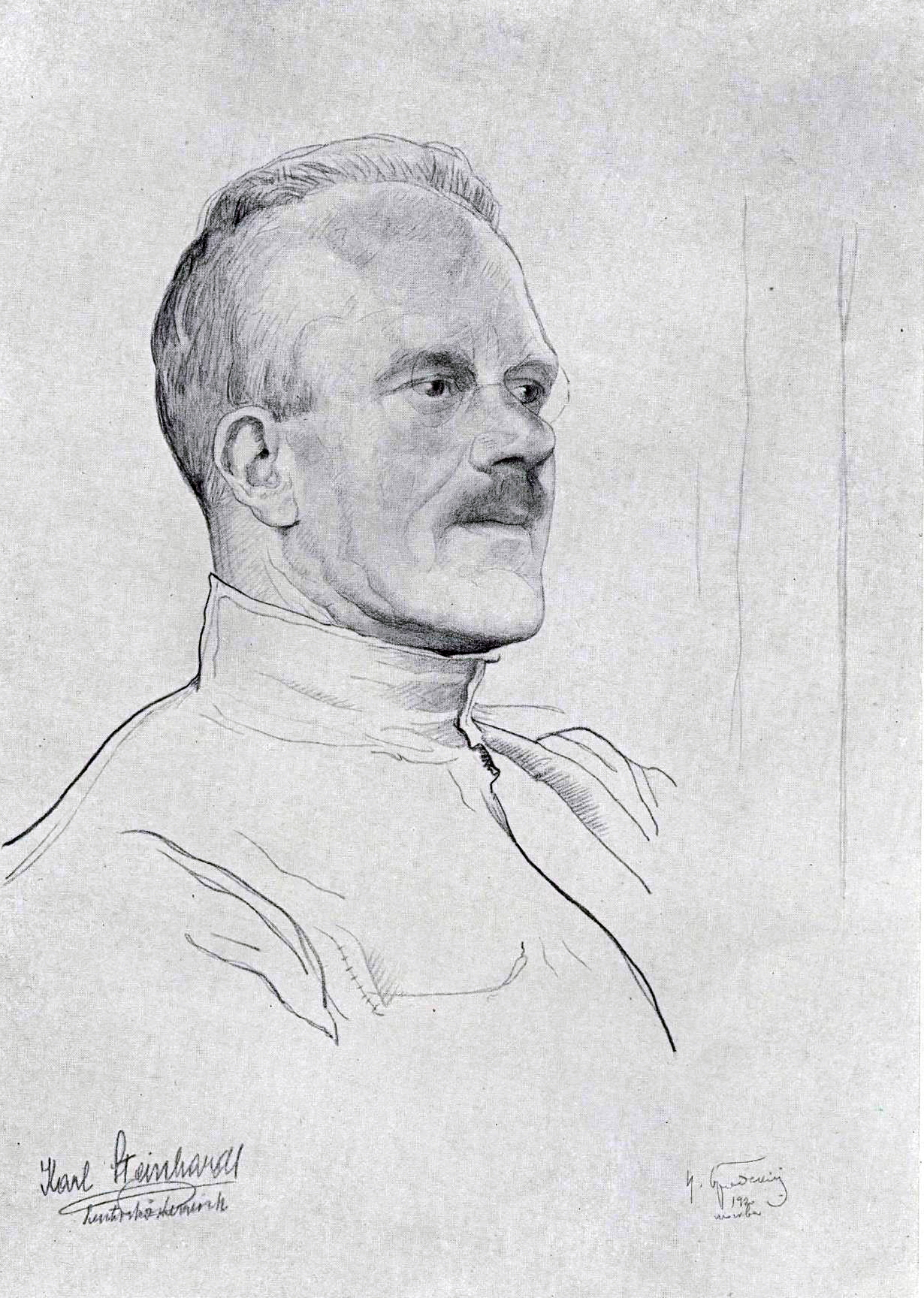
К. Штейнхардт на Втором конгрессе Коминтерна (1920). Портрет работы И. Бродского

Родился в 1875 в Дьёндьёше (Венгрия) в семье железнодорожника. В 1891 году принял участие в профсоюзном движении, вступил в социал-демократическую молодёжную организацию.
Работал печатником в Вене в 1896—1897 и в Гамбурге в 1900—1903 и типографиях, публиковавших журналы на океанских лайнерах. В 1909—1910 жил в Лондоне, редактор Londoner Volkszeitung, познакомился с Андреасом Шой. Вернулся в Гамбург в 1910, поддерживал Августа Бебеля и Розу Люксембург.
Отошёл от социал-демократов во время Первой мировой войны, за свои левосоциалистические взгляды был арестован и осуждён на длительный срок, но позднее был освобождён по амнистии.
В ноябре 1918 стал одним из основателей Коммунистической партии Австрии (КПА), и в феврале 1919 был выбран в её руководство. В 1919 посетил Москву для организации учредительного конгресса Коминтерна (под псевдонимом Грубер). Самолет, на котором Штейнгардт возвращался с I конгресса Коминтерна, был обстрелян румынской армией, после 3-дневного бегства Штейнгардт был взят в плен и за шпионаж приговорен к смертной казни, затем приговор был заменен на принудительные работы. 11 месяцев работал каменоломом. Только после того, как Штейнгардту удалось получить связь с международным бюро Красного Креста, он, как инвалид, был отправлен домой. Уже в июне 1920 г. (то есть, спустя 4 месяца) отправился на II конгресс Коминтерна.
Представитель КПА на втором и третьем Конгрессах Коминтерна в Москве (1920—1921) и член его Исполнительного комитета в 1921—1922. В сентябре 1920 в качестве делегата Коминтерна принял участие в Конгрессе народов Востока в Баку, а в начале 1921 — в делегации Коминтерна в Туркестан.
В конце 1921 уехал в Германию, был редактором коммунистических изданий в Бремене, затем в Гамбурге. В 1925 вернулся в Австрию, проживал в Вене, участвовал в деятельности КПА. в 1938 году арестован фашистскими властями. Участвовал в восстановлении КПА в 1945 году, был избран в состав Центрального комитета партии. При содействии советской оккупационной администрации 17-18 апреля 1945 года выдвинут в местные органы власти. В 1945—1946 вице-мэр Вены и член городского управления, ответственный за социальное обеспечение; в 1945—1949 член городского Совета Вены.
Похоронен на венском кладбище Нойштифтер-Фридхоф (Группа E, № 15).